# Њу Ригел (Охајо)
Њу Ригел (енгл. New Riegel) град је у америчкој савезној држави Охајо.

## Демографија
По попису из 2010. године број становника је 249, што је 23 (10,2%) становника више него 2000. године.
| Група             | 2000.       | 2010.       |
| Белци             | 224 (99,1%) | 241 (96,8%) |
| Афроамериканци    | 0 (0,0%)    | 2 (0,8%)    |
| Азијати           | 0 (0,0%)    | 0 (0,0%)    |
| Хиспаноамериканци | 2 (0,9%)    | 5 (2,0%)    |
| Укупно            | 226         | 249         |